# Guiorgui Dzhindzhelashvili
Guiorgui Dzhindzhelashvili (18 de enero de 1972) es un deportista georgiano que compitió en lucha grecorromana. Ganó una medalla de plata en el Campeonato Europeo de Lucha de 1997, en la categoría de 69 kg.

## Palmarés internacional
| Campeonato Europeo | Campeonato Europeo  | Campeonato Europeo | Campeonato Europeo |
| Año                | Lugar               | Medalla            | Categoría          |
| ------------------ | ------------------- | ------------------ | ------------------ |
| 1997               | Kouvola (Finlandia) | Medalla de plata   | 69 kg              |